# SpVgg Unterhaching
Spielvereinigung Unterhaching e.V. é uma agremiação esportiva alemã, fundada a 1º de janeiro de 1925, sediada em Unterhaching, um município semirural na periferia sul da capital bávara de Munique. 
Atualmente disputa a 3. Liga, a terceira divisão alemã, tendo sido rebaixado da 2. Bundesliga na temporada 2006-2007. 
O clube é conhecido por jogar ter atuado na Bundesliga com seus primos mais famosos, Bayern de Munique e Munique 1860, por duas temporadas, entre 1999 e 2001, enquanto o departamento de Bobsleigh conquistou vários títulos mundiais Olímpicos.  

## História

Escudo anterior do Unterhaching

Originalmente parte da ginástica do TSV Hachinger, o SpVgg Unterhaching foi estabelecido como um clube de futebol independente em 1º de janeiro de 1925. 
Sua primeira promoção adveio em 1931. Passaria à A-Klasse um ano depois. No entanto, foi dissolvido em 1933, uma vez que não foi considerado como "politicamente confiável" pelos nazistas, não sendo restabelecido até o fim da Segunda Guerra Mundial, em 1945, para continuar na B-Klasse.

### A ascensão na hierarquia
A equipe de futebol era apenas um time local amador anônimo, sem sucessos significativos, até que entrou em curva ascendente, em 1976, subindo da da B-Klasse a A Klasse. Ao terminar em primeiro lugar conquistou o acesso à Bezirksliga, em 1977. O bom padrão de jogo inseriria o time na quarta divisão, a Landesliga Bayern-Süd, em 1979, e após a Oberliga Bayern (III), a maior divisão de amadores na época, em 1981.
O Unterhaching terminou em primeiro, em 1983, alcançando a rodada dos play-offs para a 2. Bundesliga, mas não conseguiu avançar. O time sofreria um destino semelhante, em 1988.
O clube finalmente emergiu da Oberliga para atuar na 2. Bundesliga, em 1989, mas foi rapidamente rebaixado após terminar em vigésimo. Promovido pela segunda vez, em 1992, foi novamente rebaixado após um resultado um pouco melhor lugar, um décimo-oitavo lugar. O Unterhaching reapareceria na segunda divisão, em 1995, após chegar em primeiro na nova Regionalliga Süd (III).

### A aventura na Bundesliga
Ao retornar à 2. Bundesliga, na temporada 1995-1996, o clube iniciaria o seu melhor período da história. A equipe terminou a temporada em quarto. Em seguida, caiu para o sexto lugar e, finalmente foi o décimo-primeiro 11 antes de alcançar a histórica promoção para a primeira divisão da Bundesliga depois de um segundo lugar em 1999.
Para a surpresa geral, o time conquistou uma colocação respeitável, décimo em sua temporada inaugural da Bundesliga, além de ter sido uma equipe decisiva no que tange a quem viria a conquistar o campeonato. A primeira vitória na elite do futebol alemão ocorreu logo no segundo jogo da temporada, uma vitória por 2 a 0 sobre o MSV Duisburg em casa. 
Enquanto lutava nos jogos fora, o Unterhaching permaneceu invicto em casa por nove jogos antes de perder por 2 a 0 para o seu vizinho mais forte, o Bayern de Munique. Antes dessa derrota, a equipe vencera equipes favoritas como VfB Stuttgart e Borussia Dortmund, batendo-os por 2 a 0 e 1 a 0, respectivamente. 
Na rodada final da temporada, ao visitar o Bayer Leverkusen bastava apenas um empate em Unterhaching para os visitantes garantirem o seu primeiro título nacional, mas o time acabou derrotado. o destino tomou um rumo inesperado, quando Michael Ballack marcou um gol que pôs os mandantes à frente do marcador aos 20 minutos. As chances de conquistar o campeonato alemão terminaram quando o meio-campista Markus Oberleitner fez a 2 a 0 no segundo tempo. Enquanto isso, o Bayern de Munique batia o Werder Bremen por 3 a 1, em casa, e ultrapassou o Leverkusen no saldo de gols arrebatando a conquista. Com o décimo-lugar, o Unterhaching terminou à frente de clubes tradicionais como Borussia Dortmund e Schalke 04. A equipe terminou a temporada obtendo um recorde da liga. Em casa se tornaria o quinto melhor com 10 vitórias e 5 empates em 17 jogos, tendo perdido apenas para o Bayern de Munique e 1. FC Kaiserslautern.
O goleiro Gerhard Tremmel, o defensor Alexander Strehmel, os meio-campistas Jochen Seitz e Markus Oberleitner, além dos atacantes Altin Rraklli e André Breitenreiter, que marcou 13 gols, ficaram entre os jogadores mais memoráveis de uma equipe que impressionou pela sua disciplina.
No entanto, o início da temporada 2000-2001 foi um pesadelo para o Unterhaching. A equipe só venceu um jogo e empatou dois nos primeiros oito jogos. Apesar da invencibilidade nas seis partidas seguintes, o time foi incapaz de manter o mesmo nível e após a quebra de meio da temporada permaneceu fora da zona de rebaixamento apenas no saldo de gols. Na segunda metade a campanha foi tão desanimadora que apesar das vitória sobre o Bayern de Munique e Munique 1860, o time se postou no décimo-sexto lugar e sofreu o descenso à segunda divisão.
Curiosamente, o Unterhaching chegou perto mais uma vez de ajudar o Bayern de Munique a ganhar outro título. O Schalke 04 precisava apenas assegurar o segundo lugar para empatar na partida final para garantir a vitória sobre o Bayern, o Unterhaching havia vencido seus adversários anteriores por 2 a 0 e 3 a 2, antes de finalmente sucumbir perante o Schalke por 5 a 3. O Bayern foi obrigado a traçar o seu próprio caminho para chegar ao título obtendo um empate contra o Hamburger SV, que só nos acréscimos conseguiu a igualdade em 1 a 1 através de Patrik Andersson.
Ironicamente, no meio da temporada, o Unterhaching emergiria como vencedor da DFB-Hallenpokal, um torneio realizado durante a pausa de inverno da Bundesliga, o qual ocorreu de 1987 a 2001.

### História recente
A luta do clube continuou árdua após o rebaixamento à 2. Bundesliga. Precisando de uma vitória fora na rodada final da temporada, a fim de evitar o descenso à Regionalliga Süd (III), o time foi derrotado por 3 a 0 pelo Karlsruher SC, terminando em décimo quinto lugar. a agremiação, no entanto, conquistaria na temporada seguinte a Regionalliga, perfazendo o caminho de volta à segunda divisão. Posteriormente, o "Haching" promoveu campanhas aquém do esperado na 2. Bundesliga, evitando por pouco um novo rebaixamento em 2004 e 2006, antes de finalmente descer à terceira divisão, em 2007, ao terminar em décimo-sexto na tábua de colocação devido à vitória do Carl Zeiss Jena por 2 a 1 sobre o FC Augsburg.
Na temporada 2007-2008, o clube nunca esteve realmente perto de voltar ao segundo nível, mas se classificou para a nova 3. Liga que viria a substituir a Regionalliga como o terceiro módulo do futebol alemão. Na sua primeira temporada, o time esteve perto da promoção, mas uma derrota por 4 a 3 diante do Carl Zeiss Jena na trigésima sétima rodada lhe valeu uma queda para o quarto lugar, além de uma estada prolongada na 3. Liga.
Na temporada 2009-2010, o time iniciou bem o certame, mas caiu de produção durante o inverno. O treinador Ralph Hasenhütti acabou substituído pelo campeão mundial, em 1990, Klaus Augenthaler, que liderou a equipe a um seguro décimo primeiro lugar.

## Uniformes

### 1º Uniforme
| 2020–2021 | 2018–2020 | 2016–2017 | 2014–2016 | 2012–2014 | 2010–2012 |

### 2º Uniforme
| 2020–2021 | 2018–2020 | 2017–2018 | 2014–2016 | 2012–2014 | 2010–2012 |

### 3º Uniforme
|  |  |  |  |  |  |  |  |  |  |  |  |  |  |  |  |  |  |  |  |  |  |  |  |  |  | 2018–2020 | 2017–2018 |

### Uniforme Alternativo
|  |  |  |  |  |  |  |  |  |  |  |  |  |  |  |  |  |  |  |  |  |  |  |  |  |  | 2018–2020 | 2016–2017 | 2014–2016 | 2012–2014 | 2010–2012 |

## Títulos

### Liga
- 2. Fußball-Bundesliga (II)
  - Vice-campeão: 1999;
- Regionalliga Süd (III)
  - Campeão: (2) 1995, 2003;
- Oberliga Bayern (III)
  - Campeão: (4) 1983, 1988, 1989, 1992;
  - Vice-campeão: 1991;
- Landesliga Bayern-Süd (IV)
  - Campeão: 1981;
  - Vice-campeão: 2001‡;
- Bezirksoberliga Oberbayern (VI)
  - Campeão: 1999‡;

### Copas
- Bavarian Cup
  - Campeão: 2008;
- Oberbayern Cup
  - Campeão: 2004‡, 2008, 2009;

### Categorias de base
- Bavarian sub-19 championship
  - Campeão: (3) 2004, 2008, 2011;
  - Vice-campeão: 2007;
- Bavarian sub-17 championship
  - Campeão: (3) 2002, 2004, 2011;
  - Vice-campeão: (2) 2007, 2009;
- Bavarian sub-15 championship
  - Campeão: 2011;
  - Vice-campeão: (3) 1993, 2004, 2006;

- ‡ Time reserva

## Cronologia recente
A recente performance do clube:
| Temporada | Divisão            | Módulo | Posição |
| 1998–99   | 2° Bundesliga      | II     | 2° ↑    |
| 1999–2000 | Fußball-Bundesliga | I      | 10°     |
| 2000–01   | Fußball-Bundesliga | I      | 16° ↓   |
| 2001–02   | 2nd Bundesliga     | II     | 15° ↓   |
| 2002–03   | Regionalliga Süd   | III    | 1° ↑    |
| 2003–04   | 2° Bundesliga      | II     | 13°     |
| 2004–05   | 2° Bundesliga      | II     | 10°     |
| 2005–06   | 2° Bundesliga      | II     | 14°     |
| 2006–07   | 2° Bundesliga      | II     | 16° ↓   |
| 2007–08   | Regionalliga Süd   | III    | 6°      |
| 2008–09   | 3° Liga            | III    | 4°      |
| 2009–10   | 3° Liga            | III    | 11°     |
| 2010–11   | 3° Liga            | III    | 14°     |
| 2011–12   | 3° Liga            | III    | 15°     |